# Keep Their Heads Ringin'
"Keep Their Heads Ringin'" (às vezes referido incorretamente como Ring Ding Dong) é um single de Dr. Dre (com a participação de Nanci Fletcher) tirado da trilha sonora do filme Friday. Apesar do álbum ter sido lançado pela Priority Records, a Death Row Records ainda possui a gravação original da canção. A canção alcançou o número 10 da Billboard Hot 100 e foi certificado ouro pela RIAA em 10 de Maio de 1995 por envios as lojas superiores a 500,000. Também alcançou número um na Hot Rap Tracks nos Estados Unidos. Interpola "Funk You Up" do The Sequence. A canção também aparece na coletânea Death Row Greatest Hits lançada em 1996.

## Versão alterada
Tem uma versão alterada da canção que pode ser encontrada em Death Row Greatest Hits e na coletânea Death Row Dayz, onde Dre usa o verso:

Just chill, listen to the beats I spill

I use Crest, so ain't no cavity creeps in my grill

Ao invés da versão mais famosa de:

Just chill, listen to the beats I spill

Keepin' it real, enables me to make another mill' [mill' é a abreviação de million (milhão)]

## Videoclipe
O videoclipe foi dirigido por F. Gary Gray e acontece em um hangar de avião, em um Convair 880, com Dr. Dre, sua equipe tomando conta do controle aéreo. Apresenta membros do elenco de Friday incluindo Chris Tucker, Faizon Love, e Nia Long, apenas para citar alguns. Termina com Chris Tucker e Faizon Love tomando o avião e voando para escapar da polícia. Chris Tucker diz "Eu estou em liberdade condicional, não posso voltar para a cadeia" se referindo ao personagem Smokey que estava tendo problemas com a lei em Friday. A introdução da vocalista Nanci Fletcher marcou a primeira vez que uma mulher do campo da Death Row foi apresentada em um videoclipe.

## Lista de faixas
CD maxi / 12" maxi
1. "Keep Their Heads Ringin'" (LP version) — 5:01
2. "Keep Their Heads Ringin'" (instrumental) — 4:57
3. "Take a Hit" (by Mack 10) (LP version) — 4:34
4. "Take a Hit" (by Mack 10) (instrumental) — 4:34

CD single
1. "Keep Their Heads Ringin'" (LP version) — 5:01
2. "Take a Hit" (by Mack 10) (LP version) — 4:34

## Créditos
- Co-produtor - Sam Sneed
- Engenheiro - Tom Daugherty and Keston Wright
- Teclados - Stu "Fingas" Bullard
- Produtor - Dr. Dre
- Sample do Refrão - KRS-One
- Vocais principais - Nanci Fletcher
- Vocais - Barbara Wilson , Dorothy Coleman
- Diretor do video - F. Gary Gray
- Atores - Ice Cube & Chris Tucker
- Angie Stone é creditada pela composição da canção devido a sua composição de "Funk You Up". Ela é creditada como A. Brown nos créditos da canção já que ela não atendia Angie Stone na época que Dr. Dre fez esta canção.